# توماس هانتر
توماس هانتر (انگلیسی: Thomas Hunter (school founder)) (۱۸ اکتبر ۱۸۳۱–۱۴ اکتبر ۱۹۱۵) بنیانگذار مرکز آموزشی و دانشکده دبیرستانی شهر نیویورک در ایالات متحده آمریکا بود. این مرکز اکنون به عنوان کالج هانتر شناخته می‌شود. امروزه این مرکز آموزشی یکی از ارزشمندترین دارایی‌های دانشگاه شهری نیویورک و یکی از بزرگترین سیستم‌های دانشگاه‌های شهری در جهان محسوب می‌شود.

## زندگی‌نامه
هانتر یک ایرلندی بود که به ایالات متحده مهاجرت کرد. وی به مدت ۳۷ سال رئیس مراکز آموزشی بود. او در سال ۱۹۱۵ درگذشت.